# مانسفيلد
مانزفيلد (بالألمانية: Mansfeld) هي بلدة ألمانية تقع في ألمانيا في ساكسونيا أنهالت.  يقدر عدد سكانها بـ 10,361 نسمة .